# Папаїн

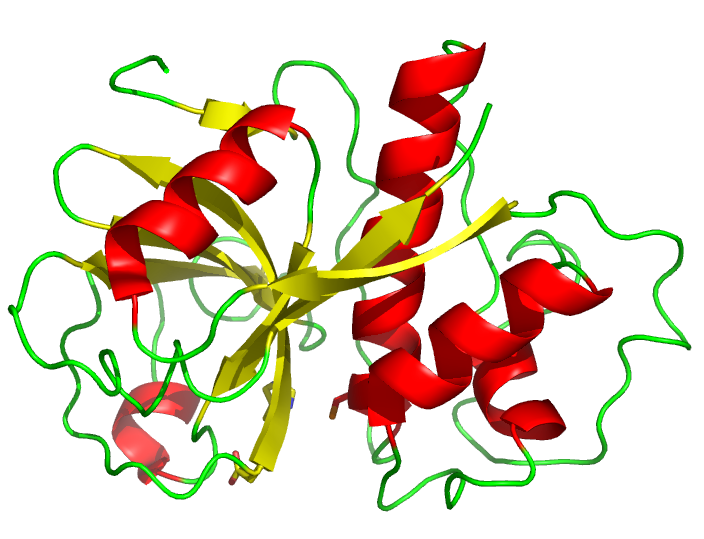
Структура папаїну

Папаїн — фермент (КФ 3.4.22.2), цистеїнова протеаза рослинного походження (зокрема міститься в папаї (Carica papaya), від якої і отримав свою назву. Фермент каталізує гідроліз білків, пептидів, амідів і естерів. Використовується в харчовій і легкій промисловості (пом'якшення м'яса, обробка шкір).
Папаїн — цистеїнова ендопротеаза. По характеру ферментативної дії його називають «рослинним пепсином». Але на відміну від пепсину, папаїн активний не тільки в кислих, але і в нейтральних і лужних середовищах (діапазон pH 3—12, оптимум pH 5). Він зберігає активність в широкому температурному діапазоні. У каталітичному центрі папаїна міститься дитіоацильна група. Цей фермент зв'язується з субстратом в місцях локалізації дисульфідних зв'язків, віддаючи перевагу ароматичному амінокислотному залишку в наступній позиції. Ген папаїну був клонований і секвенований. Встановлено, що він продукується рослиною у вигляді пропапаїна, який після відщеплювання пептидного фрагмента перетворюється на активний фермент — папаїн. Ген пропапаїна, отриманий з плодів папаї, часто виробляється в дріжджах Saccharomyces cerevisiae.